# Archidendropsis sepikensis
Archidendropsis sepikensis är en ärtväxtart som först beskrevs av Bernard Verdcourt, och fick sitt nu gällande namn av Ivan Christian Nielsen. Archidendropsis sepikensis ingår i släktet Archidendropsis och familjen ärtväxter. Inga underarter finns listade i Catalogue of Life.